# Funambulisme

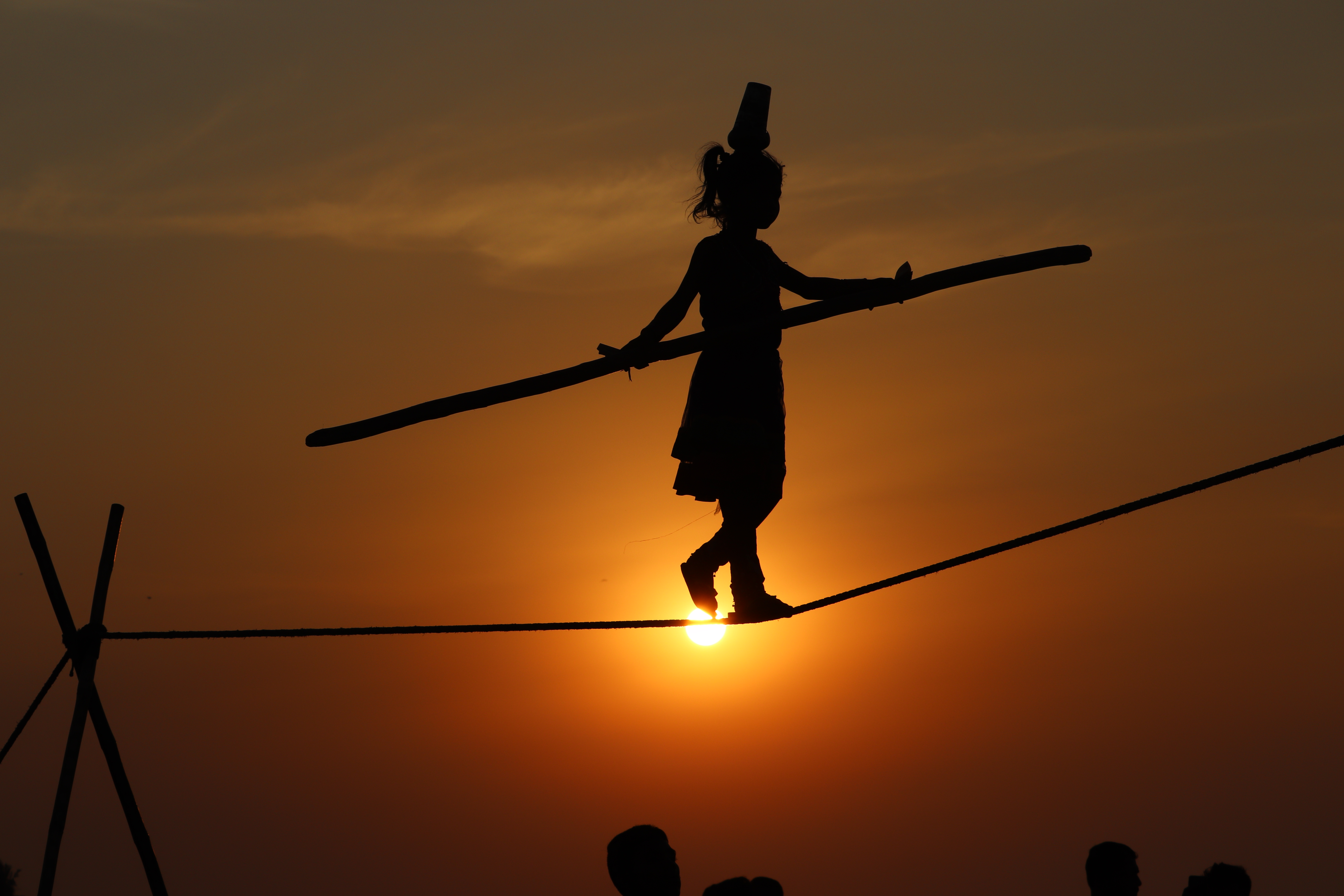
Una nena practica el funambulisme a l'Índia.

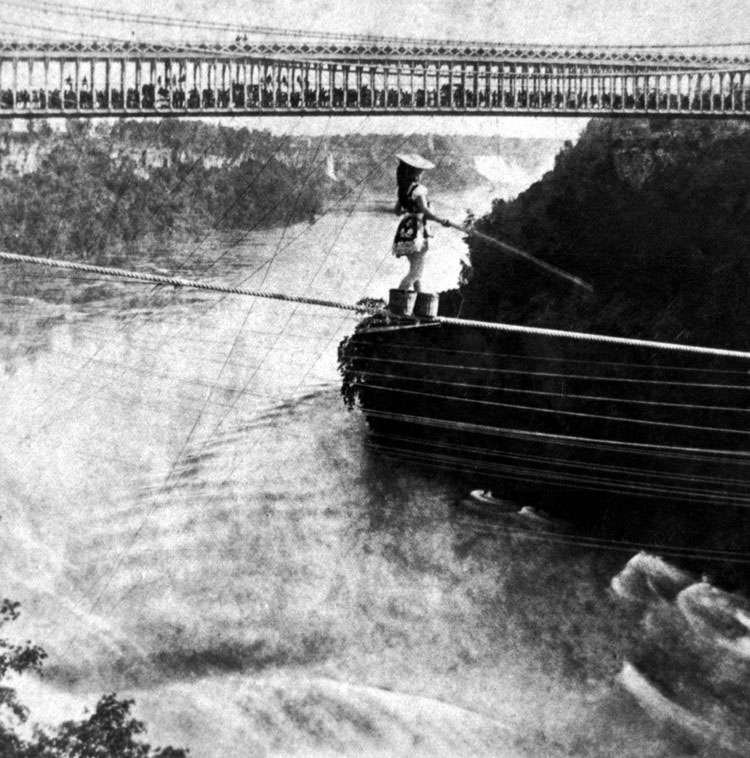
Maria Spelterini creuant les cascades del Niàgara el 4 de juliol de 1876

El funambulisme és l'activitat, sovint en un número de circ o de varietats, que consisteix en caminar sobre una corda o filferro, a una certa distància de terra. Es pot fer bé utilitzant una eina per mantenir l'equilibri (paraigua, ventall, pal, etc.) o utilitzant només el propi cos. Etimologia: la paraula llatina per a "equilibrista" és funambulus, del llatí funis (corda) i ambulare (caminar).

## Història

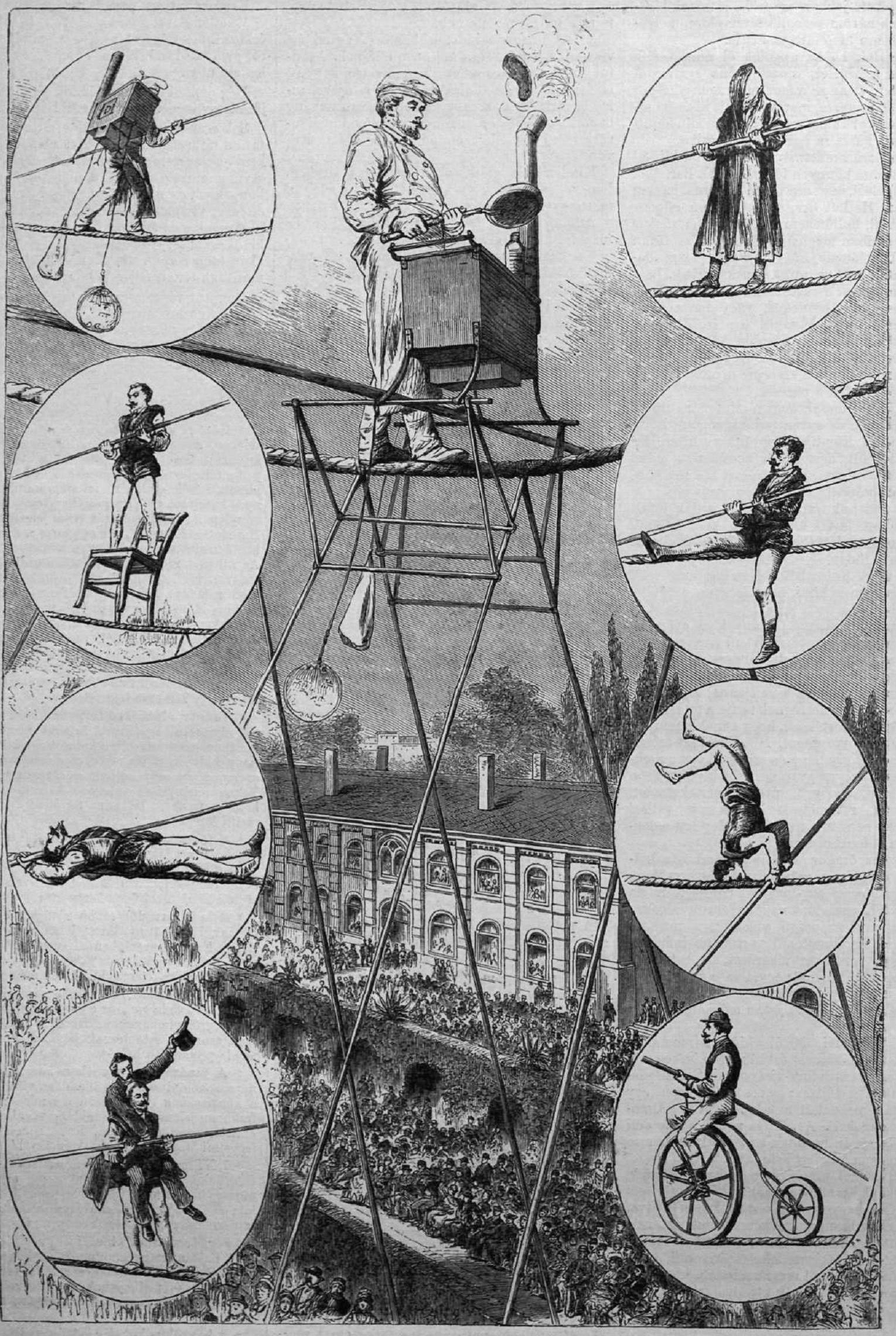
Cartell publicitari hongarès de 1880, anunciant diversos números de funambulisme de l'artista francès Charles Blondin.

Coneguts entre els grecs com schoinobates (σχοινοβάτης, dansaires a la corda), pel que sembla van ser introduïts a Roma el mateix any de la seva fundació. Terenci fa esment d'un funàmbul que havia distret el seu públic durant la primera representació de la seva comèdia La suegra (Hecyra, 165 a. C.). Per la seva banda, explica Marc Aureli en les seves Meditacions que mentre ell i Luci Aureli Ver estaven presenciant els jocs per celebrar els seus triomfs va caure un dels funàmbuls que estava dansant, i Marc Aureli va demanar que s'estenguessin matalassos sota la corda, un gest de prudència que podria ser l'origen del costum de posar-hi una xarxa a sota.
El francès Charles Blondin va ser un dels funambulistes més coneguts del segle xix, sobretot a partir del 1857, la primera vegada que va travessar les Cascades del Niàgara. Ho va fer a 50 metres d'altura i 335 metres de longitud per un cable de 7 mil·límetres. Va creuar les cascades 17 vegades amb ulls embenats, dins un sac, amb una persona a l'esquena, etc. Sempre amb un contrapès de 7 metres i 15 kg.
Un altre funambulista destacat va ser l'australià Con Colleano, que va aconseguir el primer mortal cap endavant sobre el filferro mentre ballava el 1919. Va ser un dels artistes més ben pagats del seu temps.
Les famílies d'artistes són habituals en la història del circ i també del funambulisme. En aquest sentit, destaquen els alemanys Wallendas. Karl Wallenda actuava amb els seus germans per Europa i Amèrica a partir del 1922. Va ser coneguda la seva piràmide amb set persones i cadires. Van patir diversos contratemps, incendis en circs, caigudes, lesions i morts. Finalment el mateix Karl va morir el 1978 creuant les torres de San Juan a Puerto Rico.
El francès Philippe Petit creuava edificis caminant per un cable tens, va saltar a la fama quan, després de sis anys de planificació, el 1974 va creuar de manera il·legal les Torres Bessones de Nova York per un cable que ell mateix havia col·locat. El 1971 ja havia fet el seu primer espectacle il·legal a Notre Dame de Paris o al pont de Sidney.
La pràctica del funambulisme no és estàtica, sinó que ha experimentat moltes variacions al llarg de la història sovint perfeccionant les tècniques i plantejant-se nous reptes per atraure espectadors. En aquest sentit, Faith Dickey va creuar una corda entre dos camions que conduïen a 80 km/h i Samaiti va creuar una corda entre dos globus aerostàtics que estaven a 30 metres d'altura.
Els aeris del circ són una evolució del funambulisme, segons l'historiador del circ Ruiz Ceballos, que ho explica perquè és més fàcil sostenir una corda en horitzontal amb dos punts de subjecció que mantenir una corda en vertical amb un sol punt. Qui va marcar un abans i un després entre el funambulisme i els aeris va ser Jules Léotard amb la invenció del trapezi volant. Atractiu, sempre anava amb roba ajustada, motiu pel qual el seu cognom va quedar per identificar aquest tipus de roba.
Fins a finals del segle XX el funambulisme va anar incorporant altres elements per tal de fer de l'espectacle del circ un espectacle més ric. Això no obstant, des del principi del segle XXI els circs donen més importància al funambulisme pur, com històricament sempre ha fet el circ xinès, centrat en el pur funambulisme, sense animals.

## Tipus

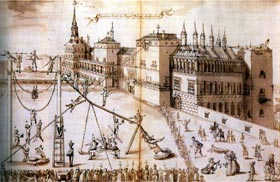
Companyia de funambulistes davant de l'Alcázar de Madrid, cap a 1596-1597.

El gran diccionari històric o Miscel·lània curiosa de la Història Sagrada i profana de Louis Moreri, editat el 1753, distingeix quatre gèneres de dansaires de corda:
- Els que feien voltes al voltant d'una corda en figura d'una roda al voltant del seu eix;
- els que baixaven de dalt a baix per sobre una corda recolzats sobre l'estómac, oberts de braços i cames;
- els que corrien sobre una corda estesa horitzontalment o de dalt a baix;
- i els que feien salts i dansaven sobre aquesta corda.

## Biomecànica
Els acròbates mantenen el seu balanç posicionant el seu centre de massa directament sobre la base de suport, és a dir, desplaçant la major part del seu pes sobre les cames, braços o qualsevol part del seu cos que estiguin utilitzant per sostenir-se. Quan són a terra amb els peus un al costat de l'altre, la base de suport és àmplia en la direcció lateral però estreta en la direcció sagital (d'enrere cap endavant). En el cas dels caminants de corda fluixa, els peus estan paral·lels entre si, un peu col·locat davant de l'altre mentre són al cable. Per tant, el balanceig d'un caminant de corda fluixa és de banda a banda, el suport lateral s'ha reduït dràsticament. En tots dos casos, sigui de banda a banda o en paral·lel, el turmell és el punt de pivot.
Un caminant de filferro pot utilitzar una perxa per equilibrar-se o pot estirar els braços perpendicularment al seu tronc com a perxa. Aquesta tècnica ofereix diversos avantatges. Distribueix la massa lluny del punt de pivot, augmentant així el moment d'inèrcia. Això redueix l'acceleració angular, per la qual cosa cal una torsió més gran per fer girar l'artista sobre el cable. El resultat és una menor inclinació. A més, el funàmbul també pot corregir el balanceig girant el pal. Això genera una força de torsió igual i oposada al cos.
Els ballarins de corda fluixa acostumen a portar sabatilles molt fines i flexibles, amb sola de cuir o de camussa, per protegir els peus d'abrasions i evitar lesions, però permetent que el peu es corbi al voltant del cable. Encara que és molt infreqüent, els funàmbuls aficionats o inexperts solen caminar descalços per poder agafar el cable entre el dit gros i el segon. Això es fa sobretot quan es fa servir una corda, ja que les fibres més suaus i sedoses són menys agressives per al peu nu que el cable trenat, més dur i abrasiu.